# Astrangia macrodentata
Astrangia macrodentata är en korallart som beskrevs av C.E. Hugo Thiel 1940. Astrangia macrodentata ingår i släktet Astrangia och familjen Rhizangiidae. Inga underarter finns listade i Catalogue of Life.